# Little River (Bathurst Harbour)
Der Little River (engl. für „kleiner Fluss“) ist ein 38 km langer Zufluss des Sankt-Lorenz-Golfes in der kanadischen Provinz New Brunswick.

## Flusslauf
Der Little River verläuft im Westen des Gloucester County. Das Quellgebiet befindet sich südöstlich des Little River Lake, 30 km westsüdwestlich der Stadt Bathurst. Der Little River fließt in überwiegend
westsüdwestlicher Richtung. Nördlich verläuft der Middle River. Auf den letzten Kilometern wendet sich der Little River allmählich in Richtung Nordnordost. Der Nepisiguit River fließt 3 km weiter östlich vom Unterlauf des Little River. Dieser mündet schließlich in den Bathurst Harbour, unmittelbar gegenüber der Mündung des Middle River.
Eine 2013 stillgelegte und davor von Xstrata betriebene Zink-Blei-Mine befindet sich innerhalb des Einzugsgebiets des Little River.

## Hydrologie
Der Little River entwässert ein Areal von etwa 130 km². Der mittlere Abfluss 6 km oberhalb der Mündung beträgt 2,63 m³/s. Im April und Mai weist der Fluss die höchsten monatlichen Abflüsse auf, im Mittel 6,04 bzw. 12,1 m³/s.